# Complejo Deportivo Santa Rosa de Las Condes
El Complejo Deportivo Santa Rosa de Las Condes fue un recinto de propiedad del Club Deportivo Universidad Católica ubicado en la ribera sur del río Mapocho en la comuna de Las Condes, Santiago de Chile. Hasta su demolición en 2008, era uno de los seis recintos deportivos pertenecientes al club, junto al Complejo San Carlos de Apoquindo, El Colorado, el Centro Radiocontrolado, Marina Pintué UC y el extinto Centro La Florida.

## Historia
De parte de la Municipalidad de Las Condes, a inicios de la década de los 50, fue donado a Universidad Católica unos terrenos ubicados en la ribera sur del río Mapocho. En un inicio la propiedad correspondía a un comodato por 99 años, que posteriormente fue cedido de manera permanente. El destino o uso del suelo elegido para ese predio fue la construcción de un complejo deportivo.Contó con 6,5 hectáreas, y además era el área verde de mayor envergadura existente en las inmediaciones del Centro Financiero de Santiago y una de las más grandes del sector oriente de la capital.
Debido a los pobladores que residían en el lugar, el uso del terreno y posteriores obras no se podían llevar a cabo hasta la gestión de Rosa Markmann, esposa del Presidente Gabriel González Videla, quién reubicó y traslado a los residentes a otro sector. El complejo fue bautizado "Santa Rosa" en su honor y vio a luz a sus primas instalaciones deportivas, tales como; jardín de saltos, pista atlética, piscina, canchas de tenis, plazas de juegos y múltiples canchas.
En 1972, se invirtió en un nuevo complejo deportivo, llamado San Carlos de Apoquindo, su financiación se llevó a cabo con la denominada «Gran Jornada» que consistió en promociones de sorteos masivas donde la gente compraba bonos numerados y cada día se rifaban diferentes artículos. Este proyecto fue llevado a cabo el presidente de club deportivo Manuel Vélez, Promoval y la autorización del rector de la Pontificia Universidad Católica Fernando Castillo y del Consejo Superior del PUC. Tras el éxito del proyecto, se realizó una segunda y tercera serie de la «Gran Jornada» para poder invertir en Santa Rosa, con dichos fondos se construyó en el recinto la cancha de hockey y la piscina temperada.
El complejo finalmente fue vendido en 2008, por 35 millones de dólares, a la empresa Titanium de Abraham Senerman y Liliana Solari. Actualmente este espacio se encuentra ocupado por el complejo de edificios Parque Titanium.

## Instalaciones deportivas
Dentro de sus instalaciones deportivas se encontraban una pista atlética, plaza de juegos infantiles, un complejo de tenis con 12 canchas, un gimnasio con 4 canchas para el squash, raquetbol, voleibol y basquetbol, una cancha para el hockey patín, rugby y picaderos para la equitación, instalaciones para la gimnasia aeróbica, 2 piscinas temperadas, escuelas deportivas, circuitos para la práctica de jogging y múltiples canchas de fútbol junto con camarines, gimnasios y oficinas administrativas.
A inicios del siglo XXI se inauguró un gimnasio con una capacidad de 1200 espectadores. La cancha de hockey patín, fue clausulada en el invierno de 1982, debido a un temporal en Santiago que provocó la crecida del río Mapocho que destruyó la mitad de la infraestructura.

## Traslado y recintos posteriores
Con motivo del afianzamiento y crecimiento institucional, algunas disciplinas del club que se encontraban en Santa Rosa se trasladaron a la zona precordillerana de Santiago. La rama de baloncesto se trasladó al Estadio Palestino de Las Condes por el periodo de dos años y el vóleibol se mudó al Colegio Padre Hurtado y Juanita de Los Andes. La rama de hockey patín tras la clausura de su cancha se reubicó en el Campus San Joaquín de la Pontificia Universidad Católica de Chile, hasta trasladarse definitivamente al Centro La Florida, perteneciente al CDUC.
Las instalaciones del club se trasladaron completamente a San Carlos de Apoquindo, cuando el 28 de febrero de 2008 las puertas de Santa Rosa se cerraron.Mientras que sus ramas deportivas de basquetbol, triatlón, voleibol, y natación se mudaron oficialmente en 2021 cuando se inauguró el Edificio de Deportes UC, ubicado en Complejo Deportivo San Carlos de Apoquindo.